# Tropidophis caymanensis
Tropidophis caymanensis es una especie de serpientes de la familia Tropidophiidae.

## Distribución geográfica
Es endémica de las Islas Caimán.